# St. Hubertus (Winkel)

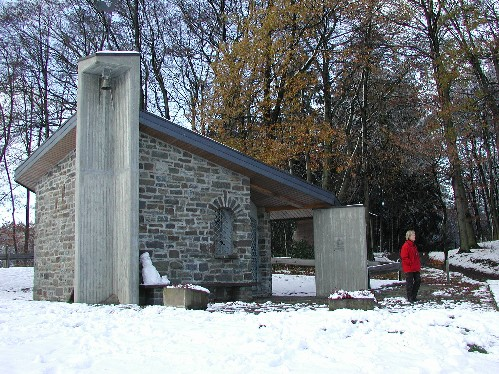
Hubertus-Kapelle Winkel

Die katholische Kapelle St. Hubertus befindet sich in Winkel bei Marienheide im Oberbergischen.
Seit dem 6. November 1999 existiert auf einer nahen Bergkuppe oberhalb der Hofschaft die St.-Hubertus-Kapelle. Sie wurde, da am Waldrand gelegen, nach dem Schutzpatron der Jagd und der Natur benannt. Recht provisorisch waren früher die traditionellen Maiandachten in einer Garage abgehalten worden, bis man eines Tages auf die Idee kam, eine eigene Kapelle zu schaffen. Diese wurde dann von den Dorfbewohnern in Eigenhilfe errichtet. Die Bauzeit betrug nur fünf Monate. Das Grundstück, die Feldsteine, die schmiedeeisernen Gitter, das Turmkreuz mit Hahn, die Glocke, das Hubertus-Fresko und die Schutzmantelmadonna wurden von einzelnen Aktiven gespendet oder gefertigt. Ehemalige Bodenplatten aus der Marienheider Wallfahrtskirche fanden ebenfalls Verwendung.

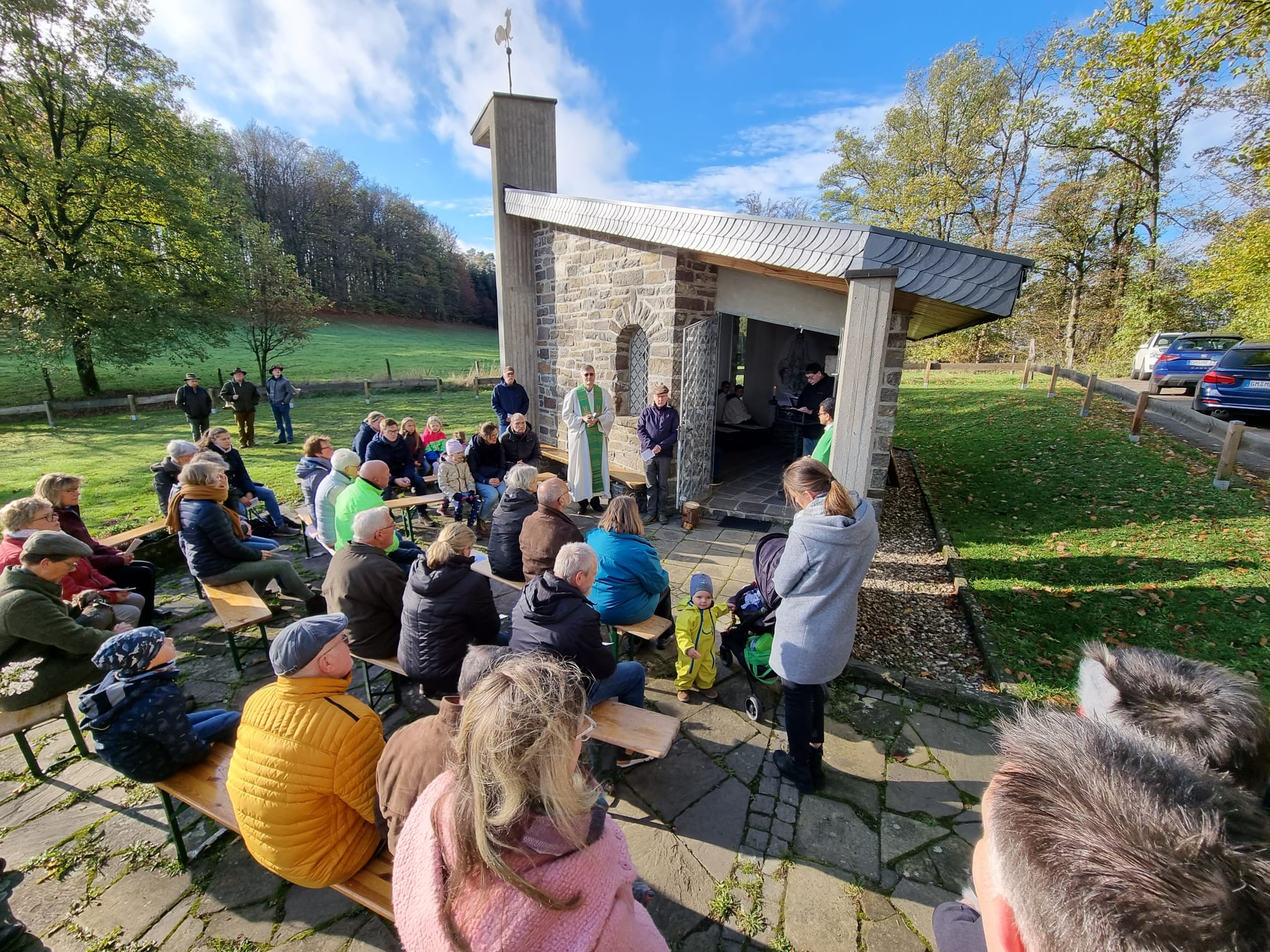
Hubertusfest 2022

In der Regel werden im Frühjahr / Sommer das Kapellenfest und um den Gedenktag des Hl. Hubertus (3. November) das Hubertusfest gefeiert, jeweils mit einem Gottesdienst. Zur Unterhaltung des Gebäudes wurde 2003 ein Förderverein gegründet.

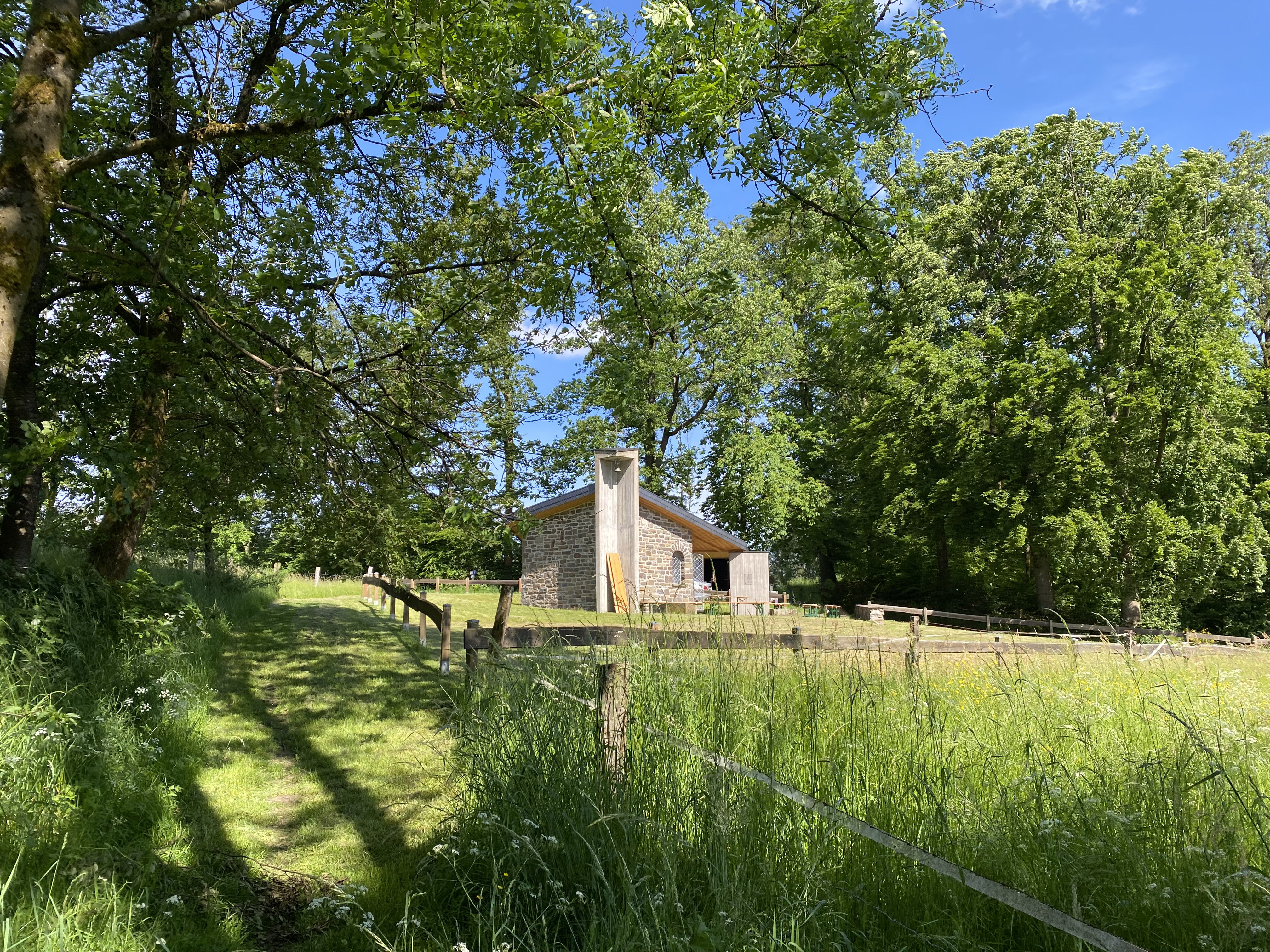
St. Hubertus (Winkel)
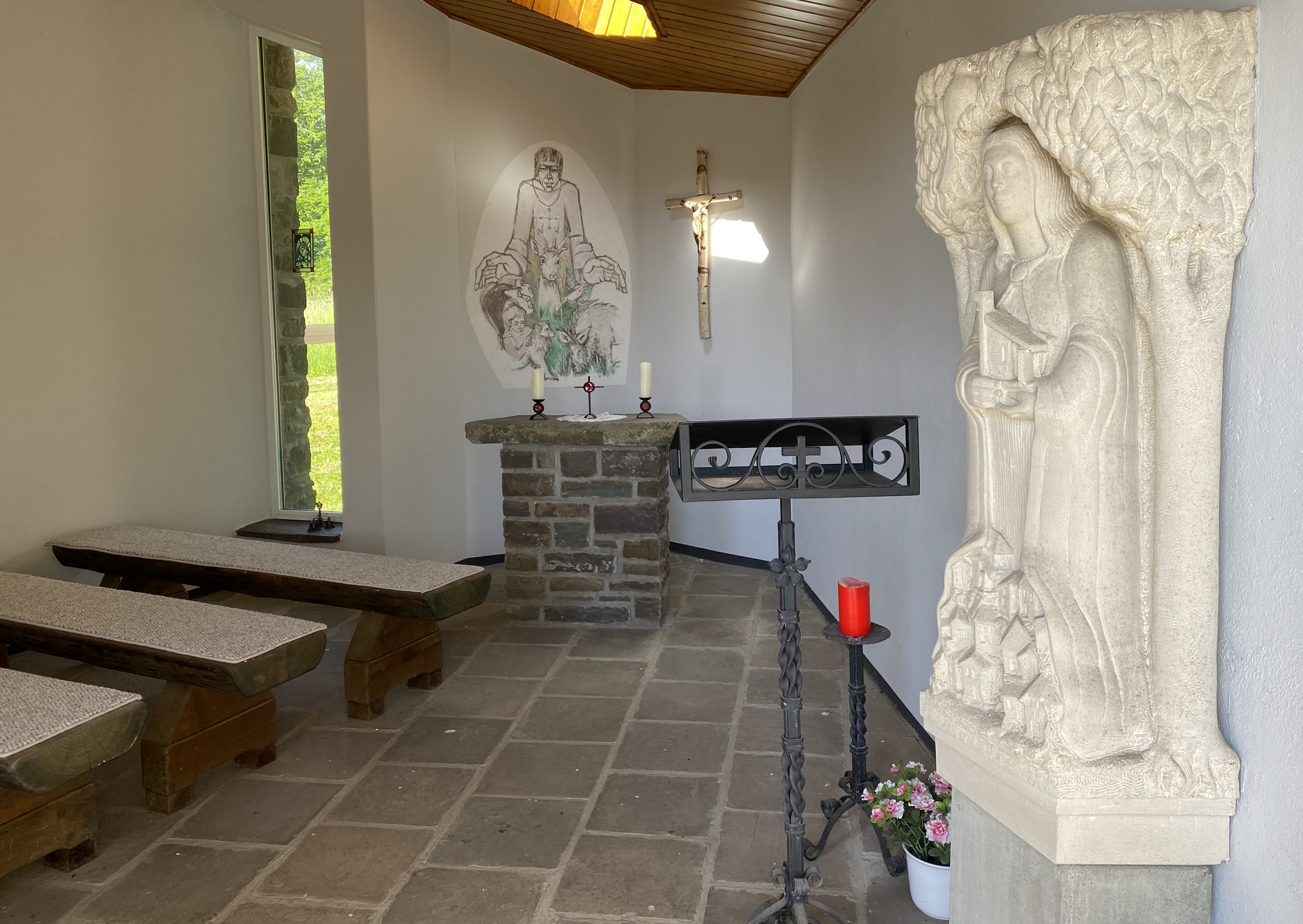
Interieur St. Hubertus (Winkel) (3).jpg
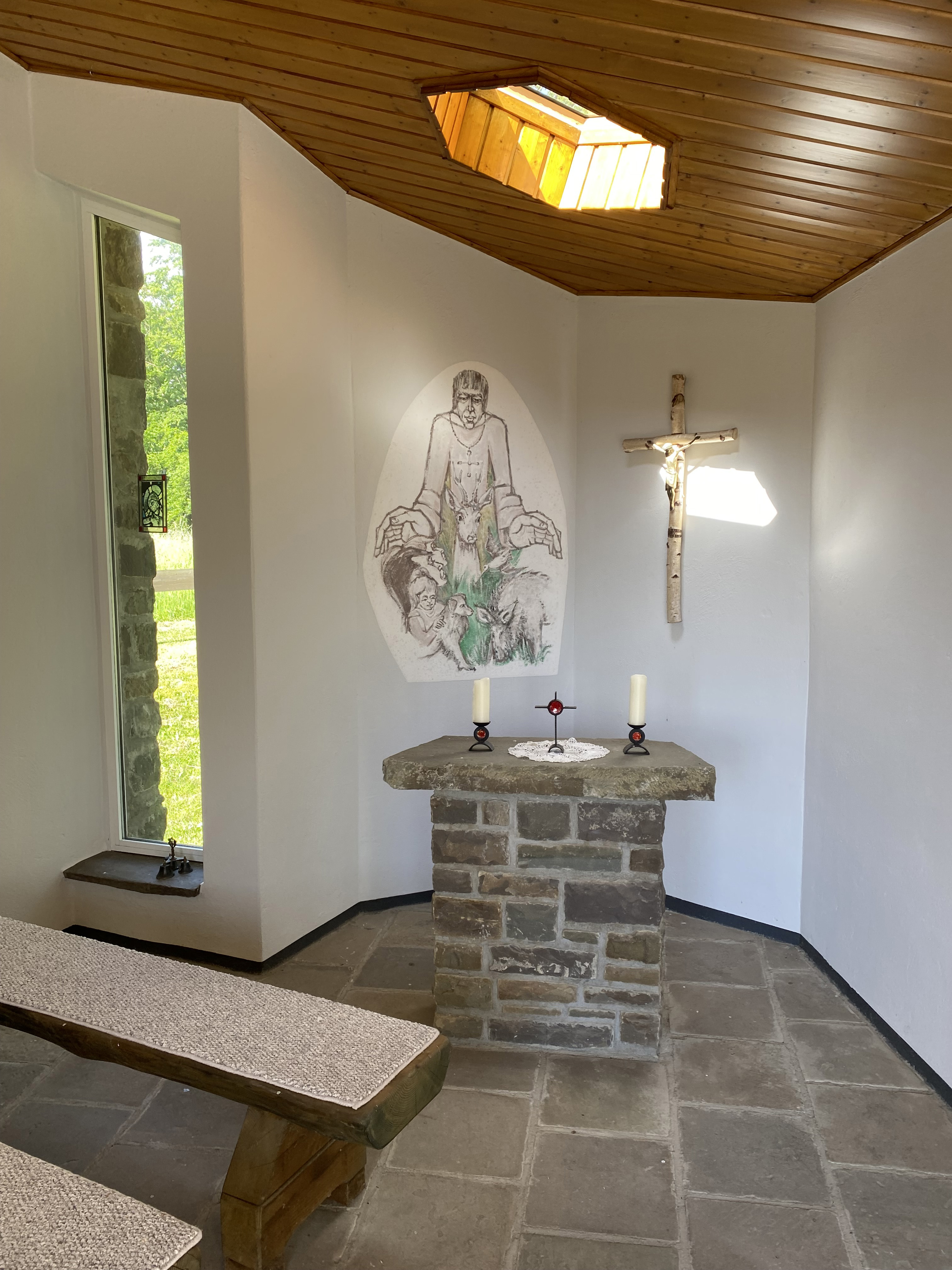
St. Hubertus (Winkel) – Altar und Hubertusfresko
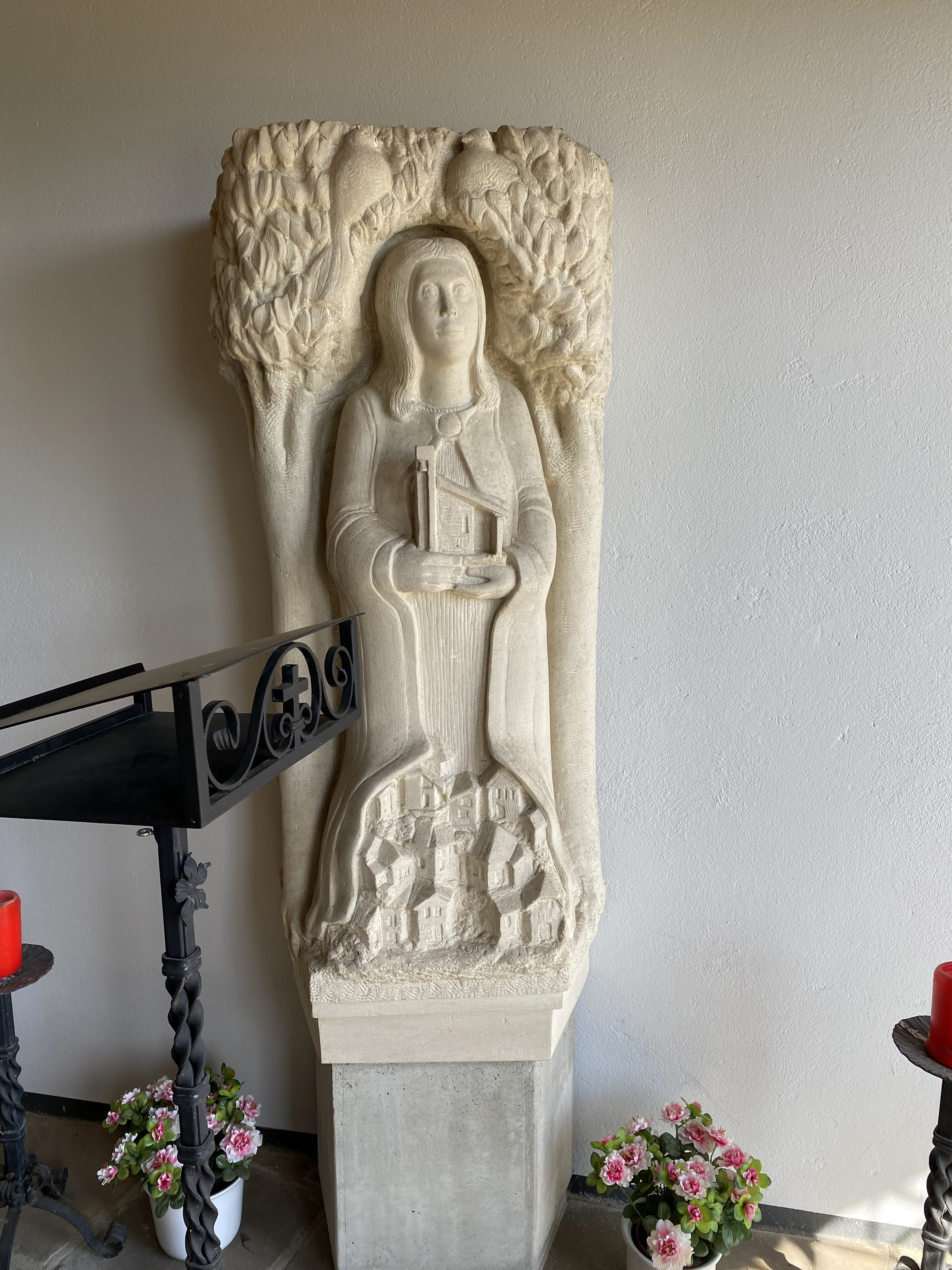
Schutzmantelmadonna